# Capulus ungaricus
La caperuza o gorro frigio (Capulus ungaricus) es una especie de molusco gasterópodo de la familia Capulidae.

## Descripción
Presenta una concha de forma cónica aguda que se encuentra enrollada hacia atrás en espiral. Su coloración suele ser amarilla blancuzca, de pardo a rosa, con el interior de nácar y de un color blanco reluciente. La concha muestra marcas de crecimiento, a veces prominentes, paralelas al borde de su apertura, la cual es un óvalo de gran tamaño. Frecuentemente conserva la piel externa, la cual es afelpada. Llega a alcanzar los 5 cm de diámetro. El animal es amarillento con manchas blancas.

## Distribución y hábitat
Está ampliamente extendida en el Atlántico norte y el mar Mediterráneo. Es sublitoral, y aunque se puede encontrar en piedras, vive más habitualmente sobre conchas de moluscos vivos, principalmente de los géneros Modiolus, Chlamys, Pecten y Turritella. Cuando es joven cambia de vez en cuando de lugar, pero después nunca abandona el sitio elegido.

## Comportamiento

### Alimentación
Las caperuzas que viven sobre piedras se alimentan de las partículas que filtran del agua, en cambio los que viven sobre un huésped completan su dieta de los desechos que recogen de éste.

### Reproducción
Son hermafroditas consecutivos, siendo los ejemplares que miden hasta 4 mm machos y los de mayor tamaño hembras. La época de desove tiene lugar entre mayo y junio. Las hembras mantienen los huevos en una masa bajo el pie.